# مین زمینی

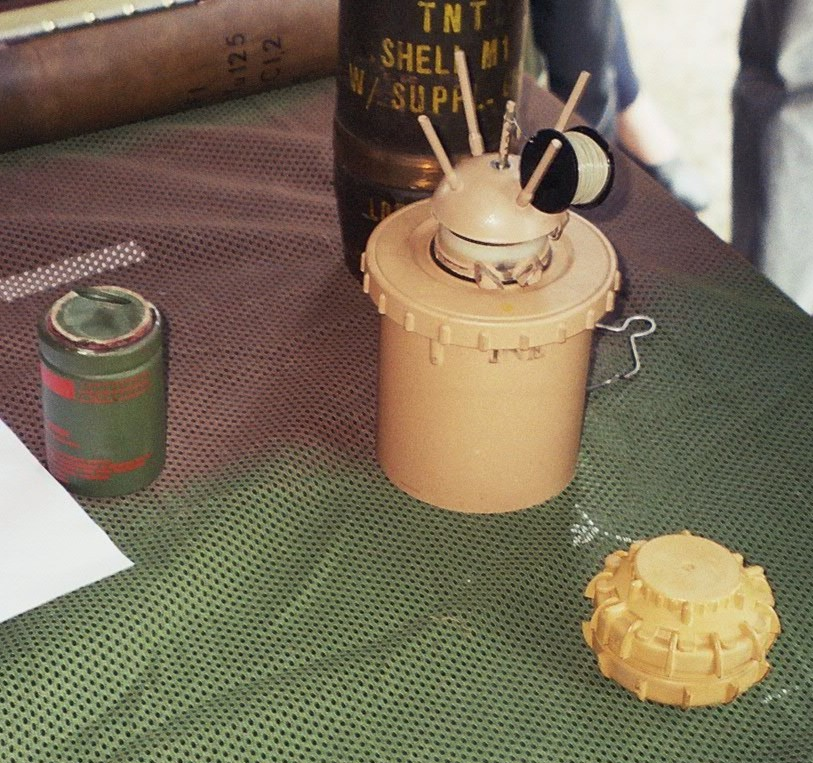
مین

مین (به فرانسوی: mine) مقداری مواد منفجره یا ماده دیگری است که در محفظه‌ای فلزی، چوبی یا پلاستیکی در اندازه‌های گوناگون قرار دارد و برای نابودی خودروها یا کشتی‌ها یا قایق‌ها و آسیب‌ زدن به آنان و زخمی کردن افراد به‌کار می‌رود.
بر اساس تعریف مندرج در پیمان اتاوا مین هر وسیله‌ای است که روی سطح زمین یا زیر خاک قرار می‌گیرد و طوری طراحی شده که در اثر حضور، نزدیکی یا با تماس یک فرد منفجر شود.
در حال حاضر ۱۲۰ تا ۱۴۰ میلیون مین در جهان کار گذاشته شده که ۴ میلیون آن باقی‌مانده جنگ جهانی دوم است و ۲۳۰ میلیون مین نیز در انبار های نظامی وجود دارد. سرعت مین‌گذاری ۴ برابر بیش از سرعت خنثی‌سازی مین‌ها است و گردآوری مین‌های کارگذاشته شده کنونی به ۵۰۰ میلیارد دلار هزینه و هزار سال زمان نیاز دارد.
استفاده از مین به عنوان یک تاکتیک نظامی بسیار بحث‌برانگیز است. مین‌ها تفاوتی بین نظامیان و غیرنظامیان قائل نیستند و پس از پایان درگیری هم همچنان خطرناک باقی‌مانده و زمین‌ها را تا مدتها گذرناپذیر و غیرقابل استفاده می‌کنند. در بسیاری از موارد هم مکان دقیق مین‌گذاری مشخص نیست و این کار مین‌روبی را دشوار و آهسته می‌کند. این خطرات باعث شده تا مناطق دارای زمین‌های مین‌گذاری‌شده با مشکلات بزرگی در زمینه سکونت مجدد، کشاورزی و گردشگری روبرو باشند. تلاش بین‌المللی برای منع کاربرد مین به ویژه مین‌های ضدنفر در قالب پیمان اتاوا در سال ۱۹۹۷ با نام کامل کنوانسیون ممنوعیت استفاده، تولید، انبار و نقل‌ و انتقال مین‌های ضد نفر و نابودی آن‌ها متجلی شده‌ است. تاکنون ۱۵۶ کشور با امضای این پیمان بین‌المللی پذیرفته‌اند که از تولید، استفاده، طراحی، ذخیره و تجارت مین‌های ضد نفر خودداری کنند. در بین کشورهایی که به این پیمان نپیوسته‌اند سه عضو دائم شورای امنیت؛ چین، روسیه و آمریکا هم قرار دارند. بر اساس گزارش سال ۲۰۱۰ کمپین نظارت بر مین‌های زمینی ۱۲ کشور چین، کوبا، هند، ایران، میانمار، کره شمالی، کره جنوبی، پاکستان، روسیه، سنگاپور، آمریکا و ویتنام همچنان تولیدکننده مین ضدنفر هستند. البته کشورهای چین، آمریکا، ویتنام و ایران اعلام کرده‌اند که هم‌اکنون در حال تولید مین ضد نفر نیستند.

## انواع مین

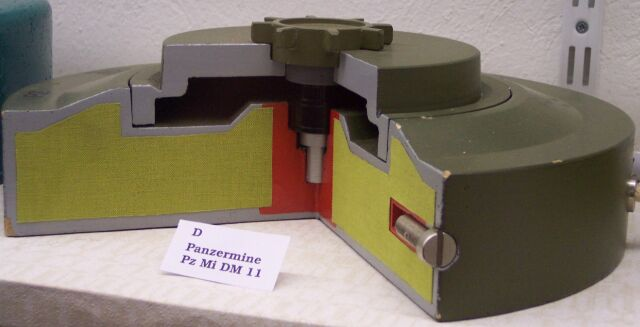
برشی از یک مین ضد تانک.

کشوهای عضو پیمان اتاوا که تولید، استفاده، ذخیره و تجارت مین‌های ضدنفر را ممنوع کرده‌ است.

- مین صوتی (Acoustic mine): با امواج منتشرشده از هدف منفجر می‌شود.
- مین ضد هوابرد (Anti-airborn mine) در محل‌های احتمالی پیاده شدن نیروهای هوابرد کار گذاشته می‌شود.
- مین ضد نفر (Antipersonnel mine): برای وارد کردن تلفات و ضایعات به افراد پیاده و ناتوان کردن آنان به‌کار می‌رود.
- مین ضد تانک (Antitank mine): تانک را از حرکت بازمی‌دارد یا باعث انهدام آن می‌شود.
- مین کف‌نشین (Bottom mine): پس از رها شدن از ناو یا زیردریایی یا هواپیما در کف دریا قرار می‌گیرد و حسگرهای عمل‌کننده از نوع مغناطیسی و آوایی و فشاری دارد و برای نابودی شناور سطحی و زیرسطحی به‌کار می‌رود.
- مین جهنده ضدنفر (Bounding mine): نوعی مین ضدنفر با خرج کوچک که بدنه مین را به هوا پرتاب کند و در بلندی ۳ یا ۴سانتی‌متر منفجر می‌شود و تکه‌های آن در همه جهت‌ها پرتاب می‌شود.
- مین شیمیایی (Chemical mine): دارای مواد شیمیایی سمی برای کشتن افراد یا از کار انداختن یا آلوده کردن وسایل و زمین است.
- مین دورفرمان (Controlled mine): از راه دور هدایت و منفجر می‌شود.
- مین تأخیری (Delayed action mine): مدتی پس از تحریک شدن منفجر می‌شود و اغلب پشت سر نیروهای عقب‌نشینی‌کننده و برای به ستوه آوردن و انهدام نیروهای تعقیب‌کننده دشمن به‌کار می‌رود.
- مین آموزشی (Training mine): مانند مین جنگی است و ماده منفجره ندارد.
- مین تمرینی (Drill mine): گونه‌ای مین آموزشی که از دید اندازه و شکل و وزن مانند مین جنگی است و برای تمرین‌های لجستیکی به‌کار می‌شود.
- مین مشقی (Practice mine): نوعی مین آموزشی که از دید اندازه و شکل و وزن مشابه مین جنگی است و ماسوره آن مقدار کمی ماده منفجره کُندشکن یا دودزا دارد.
- مین بی‌اثر (Inert mine): گونه‌ای مین آموزشی که از دید اندازه و شکل و وزن مانند مین جنگی است؛ اما همه مواد منفجره و آتش‌زای آن بی‌اثر است.
- مین فوگاز (Fougasse): نوعی مین است که بجای مواد منفجره از بنزین استفاده میشود، این مورد در جنگ باعث نابودی فرد فعال کننده مین و لو رفتن موقعیت بقیه گروه میشود.
- مین کلیمور (Claymore mine) : نوعی مین ضد نفر است که استفاده ان بر موارد جنگ های شهری استفاده میشود این مین از نوع لیزری یا صودی بوده و درصورت فعال شدن تکه های ضایعات آهن را پرتاب میکند.
- مین مهارشده (Moored mine): با استفاده از لنگر به کف دریا (در مناطق حساس دریا) مهار می‌شود. این مین در ژرفای متناسب با آبخور کشتی‌ها غوطه‌ور است و با برخورد بدنه کشتی به آن منفجر می‌شود.
- مین پخشی (Scatterable mine): هواپیما یا بالگرد یا توپخانه یا خودروها آن را پخش می‌کنند و در زیر خاک قرار داده نمی‌شود.

## مناطق آلوده‌شده به مین
در حال حاضر کشورهای مصر، ایران و افغانستان دارای بیشترین اراضی آلوده به مین در سراسر جهان هستند.
ایران
در حدود ۴۲۰۰۰ کیلومتر مربع از اراضی ایران آلوده به مین‌های به‌جا مانده و عمل‌نکرده جنگ ایران و عراق است که نظامیان عراقی در زمان اشغال این مناطق در زمین تعبیه کرده‌اند. دولت ایران نیز همچنان به تولید، استفاده و صادرات مین‌های ضدنفر ادامه می‌دهد و معتقد است استفاده از این مین‌ها تنها راه مؤثر برای تأمین امنیت مرزهای طولانی این کشور است. بر همین اساس بخش‌هایی از مرزهای ایران با افغانستان، پاکستان و عراق مین‌گذاری شده‌است. در جریان درگیری‌های دهه ۱۳۶۰ در کردستان هم بسیاری از اراضی این منطقه مین‌گذاری شدند.
بیشتر میزان خنثی سازی مین
۱-سیدعلی حسینی ۴۲,۰۰۰
۲-سید تیمور حسنی ۳۸,۰۰۰
۳-مسعود حسینی ۲۵,۰۰۰